# Jakub Dunin
Jakub Dunin ze Skrzynna herbu Łabędź (ur. 24 lipca 1680, zm. 23 stycznia 1730 roku  w Białej) – referendarz świecki koronny w latach 1726-1730, regent kancelarii koronnej do 1726 roku, starosta bracławski (1715-1719), starosta radomski (1729), starosta wiślicki w 1728 roku, starosta bodaczowski, starosta byliński i narewski (1714), starosta radoszycki. Podkomorzy. Stronnik króla Augusta II Mocnego, kawaler Orderu Orła Białego i Orderu św. Łazarza z Góry Karmel.

## Życiorys
Był synem Świętosława Franciszka Dunina – chorążego parnawskiego, regenta grodzkiego radomskiego, podstarościego i sędziego grodzkiego radomskiego, który posiadał dobra w powiatach radomskim i opoczyńskim.
Wysłany przez sejm 1712 roku do cara Piotra I z żądaniem ewakuacji wojsk rosyjskich z terytorium Rzeczypospolitej. Poseł ziemi wyszogrodzkiej na sejm 1722 roku. Był posłem na sejm 1729 roku z województwa rawskiego.
Obecny przy zawarciu układu wiedeńskiego z 5 stycznia 1719 r. mającego zniweczyć skutki Sejmu Niemego.  Poseł województwa sandomierskiego na sejm 1724 roku
Jego żoną była Marianna Grudzińska herbu Grzymała (zm. 1727), córka Mikołaja Wiktoryna Grudzińskiego (1635-1704). Ślub odbył się w 1716 roku. Żona wniosła Jakubowi Duninowi jako uposażenie dobra szymanowskie, które obejmowały folwarki: Szymanów, Skrzelew, Gaj, Piasecznicę, Duninopol, Oryszew, Drzewicz, Miedniewice i Nową Wieś; osadę pasieczną Brzezina; wsie pańszczyźniane: Szymanów, Gaj, Wólkę Piasecką, Topołową, Duninopol, Oryszew, Drzewicz, Miedniewice oraz Nową Wieś. Linia Jakuba Dunina przyjęła z tego względu przydomek Dunin-Szymanowski.
Drugą żoną Jakuba Dunina była Helena z Potockich (córka Jerzego Potockiego, a wnuczki poety Wacława Potockiego), która po śmierci męża wyszła jeszcze raz za mąż za wojewodę inflanckiego Antoniego Andrzeja Morsztyna (syna poety Stanisława Morsztyna).
W 1719 posiadał majątek Dobrowlany  w powiecie święciańskim na Wileńszczyźnie.
Dziećmi Jakuba Dunina byli:
- Aleksy Dunin (zm. 1750)
- Barbara Urszula Dunin (1718-1791), która wyszła za mąż za Pawła Karola Sanguszkę (1682-1750) herbu Pogoń Litewska.

Jakub Dunin zmarł w Białej w styczniu 1730 roku.